# Museo Nacional de Gongju

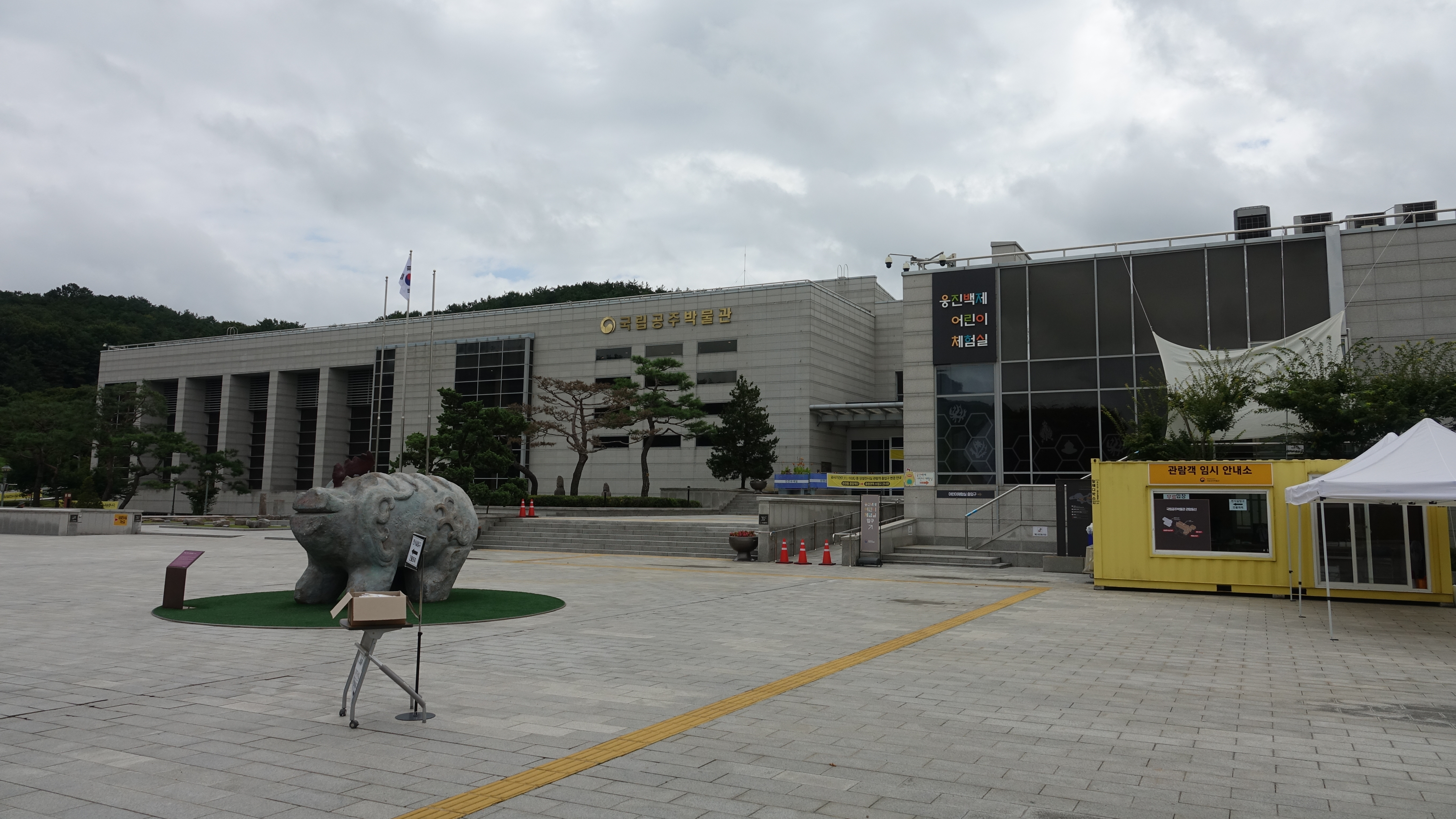
Museo Nacional de Gongju
Hangul - 국립공주박물관
Hanja - 國立公州博物馆

Museo Nacional de Gongju es un museo nacional en Gongju, Corea del Sur. El Museo Nacional de Gongju tiene 10.000 artefactos, incluyendo 19 tesoros nacionales y 3 tesoros excavados en Daejeon y áreas Chungcheong, especialmente los artefactos de la tumba del Rey Muryeong (rey 25 de Baekje). Algunos artefactos 4600, lo que representa 108 tipos diferentes, fueron excavados de la tumba del Rey Muryeong, que fue descubierto en 1971 en el interior de un gran montículo de tierra en Gongju. Dentro de la tumba, había un pasillo que contenía dos placas de piedra grabadas con epitafios para el rey y la reina, así como una bolsa con monedas de Wu-Shu de China. Detrás de los epitafios, había un animal guardián piedra mirando al sur, al parecer para guardar la tumba.
La sala de exposiciones constituye de 2 partes. Se exhiben más de 1.000 reliquias, entre ellas Tesoro Nacional #4, #19, #148, y #149.
Este espacio también muestra la historia antigua y la cultura de Chungcheong, un área que fue crucial para el desarrollo de la civilización en la península coreana desde el período paleolítico a través del Neolítico y la Edad del Hierro.

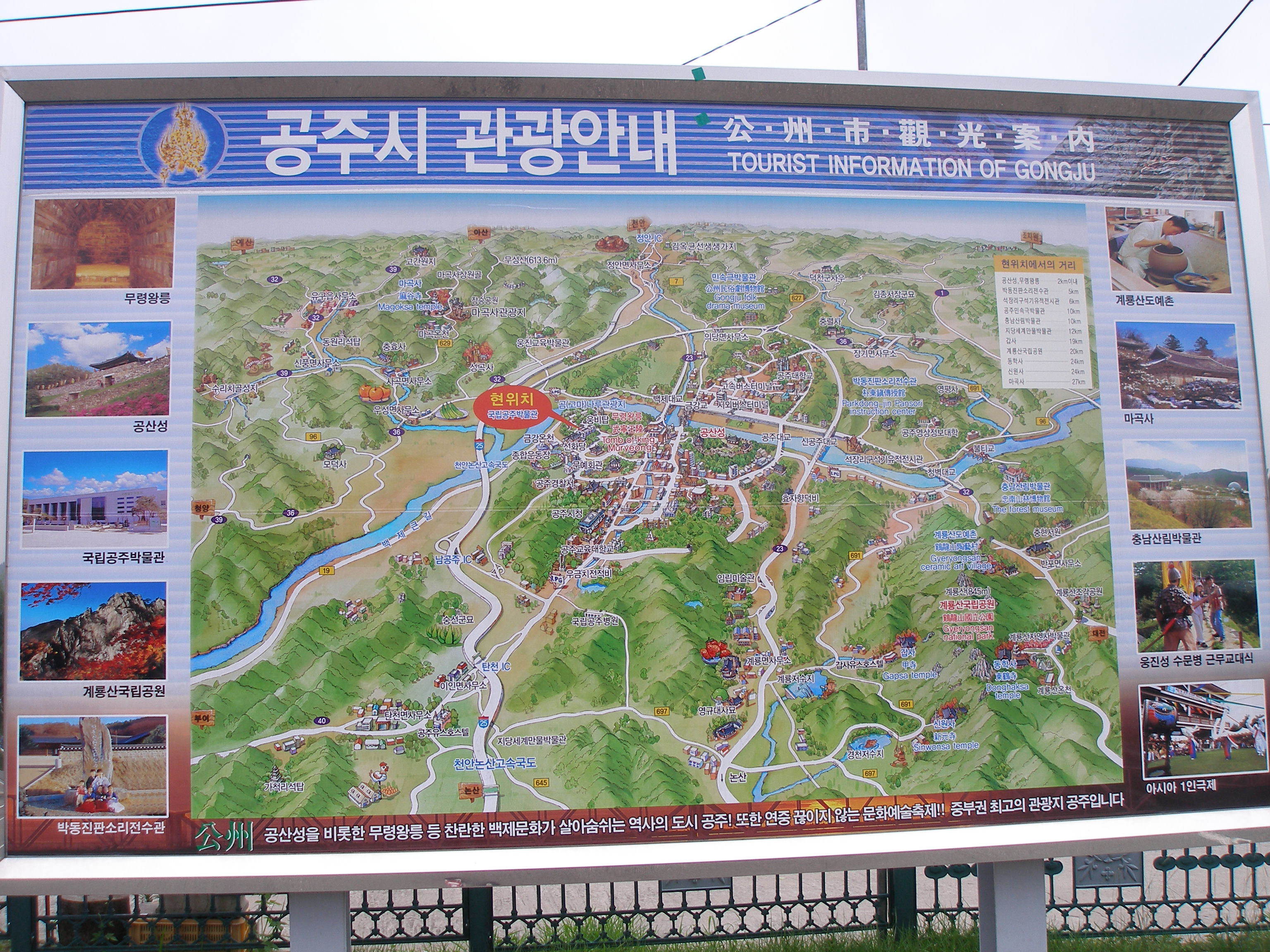
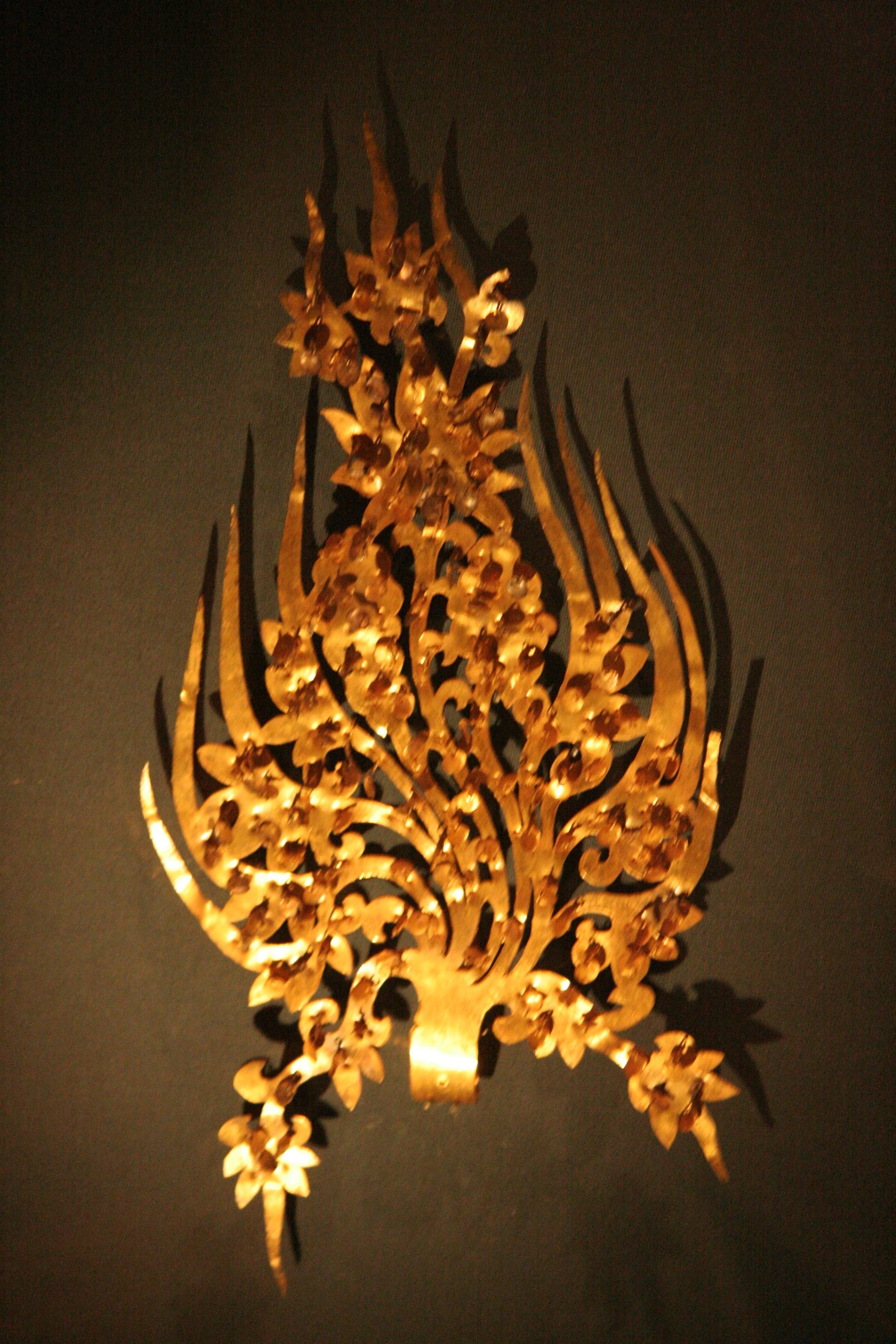
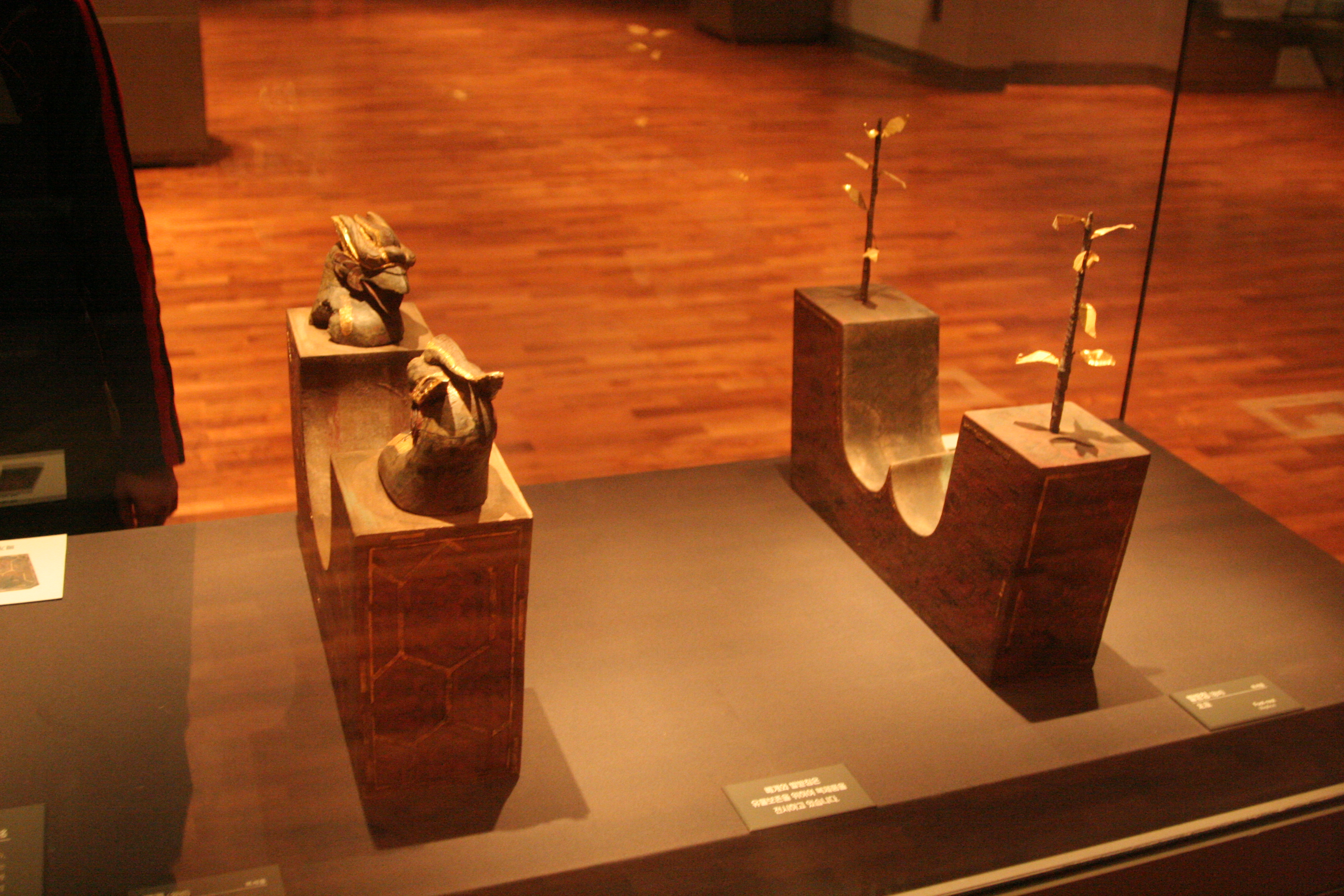
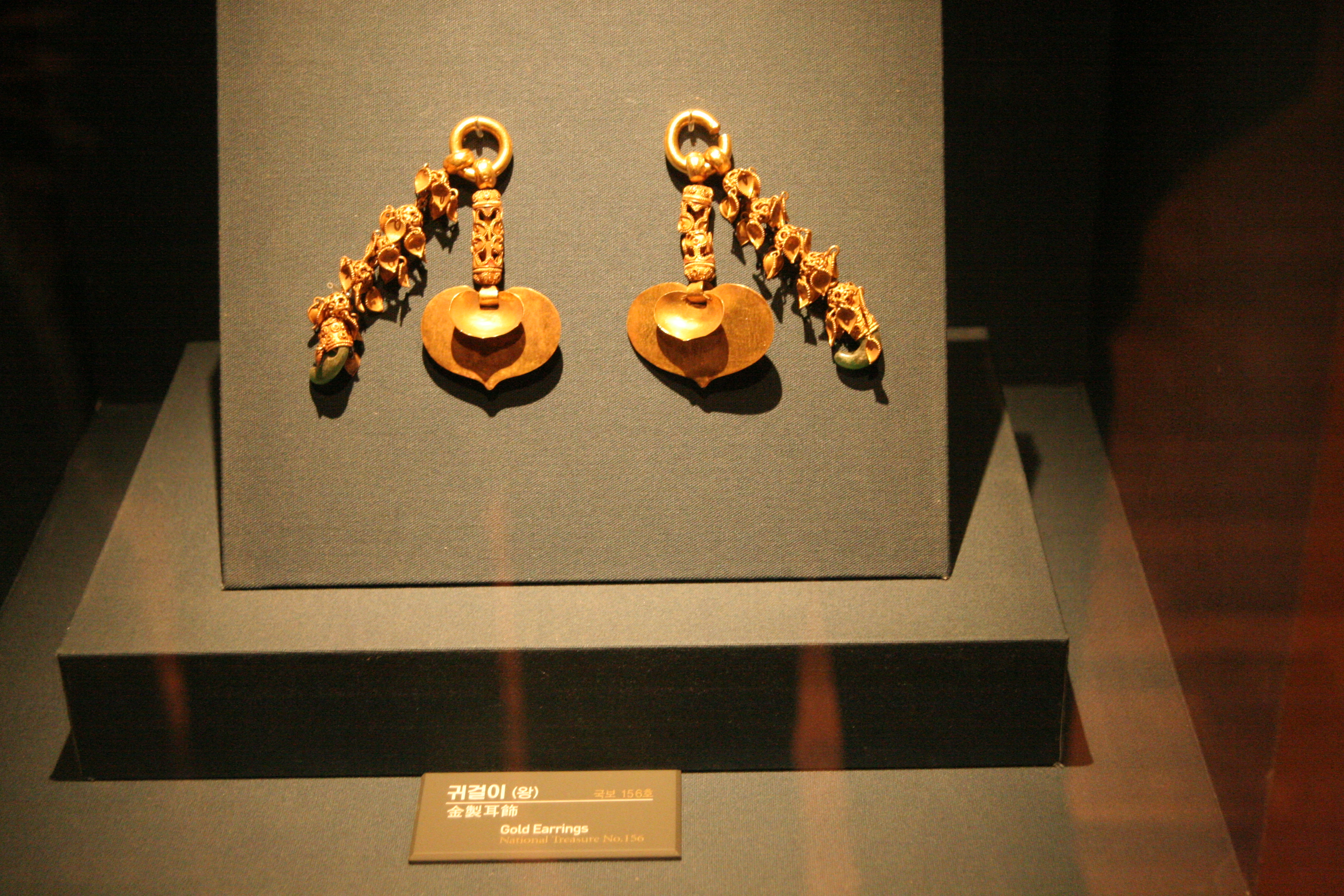